# Natação nos Jogos Olímpicos de Verão de 1900 - 200 m com obstáculos masculino
A competição dos 200 metros com obstáculos masculino nos Jogos Olímpicos de Verão de 1900 foi uma das sete provas da natação desta edição dos Jogos. A competição contou com 12 nadadores, e foi disputada no dia 12 de agosto.

## Medalhistas
| Ouro   | AUS Frederick Lane |
| Prata  | AUT Otto Wahle     |
| Bronze | GBR Peter Kemp     |

## Semifinais
A primeira fase do evento era composta de três chaves de semifinal. Os dois melhores de cada chave avançou para a final e outros quatro melhores tempos, somando-se todos os grupos, também garantiam o nadador na final.

### Semifinal 1
| Pos. | Atleta             | Tempo  | Notas |
| ---- | ------------------ | ------ | ----- |
| 1    | AUS Frederick Lane | 3:04.0 | Q     |
| 2    | AUT Karl Ruberl    | 3:06.0 | Q     |
| 3    | GBR F. Stapleton   | 3:18.4 | q     |
| 4    | FRA Louis Marc     | 3:29.2 | q     |

### Semifinal 2
| Pos. | Atleta               | Tempo  | Notas |
| ---- | -------------------- | ------ | ----- |
| 1    | AUT Otto Wahle       | 2:56.0 | Q     |
| 2    | GBR William Henry    | 3:14.4 | Q     |
| 3    | FRA Verbecke         | 3:18.0 | q     |
| 4    | FRA Victor Hochepied | 3:37.2 |       |

### Semifinal 3
| Pos. | Atleta                | Tempo  | Notas |
| ---- | --------------------- | ------ | ----- |
| 1    | GBR Peter Kemp        | 3:12.0 | Q     |
| 2    | FRA Maurice Hochepied | 3:16.2 | Q     |
| 3    | FRA Bertrand          | 3:28.2 | q     |
| 4    | USA Fred Hendschel    | 3:45.2 |       |

## Final
| Pos.              | Atleta                | Tempo  |
| ----------------- | --------------------- | ------ |
| Medalha de ouro   | AUS Frederick Lane    | 2:38.4 |
| Medalha de prata  | AUT Otto Wahle        | 2:40.0 |
| Medalha de bronze | GBR Peter Kemp        | 2:47.4 |
| 4                 | AUT Karl Ruberl       | 2:51.2 |
| 5                 | GBR F. Stapleton      | 2:55.0 |
| 6                 | GBR William Henry     | 2:58.0 |
| 7                 | FRA Maurice Hochepied | 2:58.0 |
| 8                 | FRA Verbecke          | 3:08.4 |
| 9                 | FRA Bertrand          | 3:17.0 |
| 10                | FRA Louis Marc        | 3:30.6 |

Legenda
| Recorde mundial      | Recorde mundial (World record)               |                       | Recorde africano                      | Recorde africano (African) |                                           | Q | Classificado por posição (Qualified) |
| Recorde olímpico     | Recorde olímpico (Olympic record)            | Recorde da América    | Recorde da América (Americas)         | q                          | Classificado por melhor tempo (Qualified) |   |                                      |
| Melhor marca do ano  | Melhor marca do ano (World leading)          | Recorde asiático      | Recorde asiático (Asian)              | DNS                        | Não largou (Did not start)                |   |                                      |
| Recorde nacional     | Recorde nacional (National record)           | Recorde europeu       | Recorde europeu (European)            | DNF                        | Não terminou (Did not finish)             |   |                                      |
| Recorde pessoal      | Recorde pessoal do atleta (Personal best)    | Recorde da Oceania    | Recorde da Oceania (Oceania)          | DSQ / DQ                   | Desclassificado (Disqualified)            |   |                                      |
| Recorde da temporada | Recorde da temporada do atleta (Season best) | Recorde sul-americano | Recorde sul-americano (South America) | NM                         | Sem marca (No mark)                       |   |                                      |